# I/O 가속 기술
I/O 가속 기술(영어: I/O Acceleration Technology,IOAT)은 인텔에서 하이엔드급의 서버에 제공하고 있는 DMA 엔진이다. 주 프로세서로부터 메모리 복사의 일을 덜어주는 역할을 함으로써 CPU의 오버헤드를 크게 줄이고 TCP/IP 네트워크 스택을 최적화, 가속화함으로써 네트워크의 성능뿐만 아니라 전체 서버 플랫폼의 데이터 이동 효율성을 높이고 시스템의 오버헤드를 최소화한다. 일반적으로 네트워크의 트래픽을 가속화하기 위해 것이지만 모든 종류의 복사 일도 도움을 준다. 네트워크 가속을 위한 I/OAT는 2006년 리눅스 커널부터 지원되었다.

## 기능
향상된 DMA 엔진을 채용하고 최적화된 TCP 스택을 이용하며 플랫폼 레벨 가속과 플랫폼 확장성 등이 추가되었다. 신뢰할 수 있는 윈도우 및 리눅스 TCP/IP 스택을 사용하고 TCP 오프로드 엔진을 사용할 필요가 없어져서 더 안정적이다.

## 같이 보기
- DMA 엔진